# Trenchard More
Trenchard More är professor vid Dartmouth College. Han deltog i Dartmouth-konferensen 1956 om artificiell Intelligens.